# 17α-Hydroxyprogesteron
17α-Hydroxyprogesteron (17-OHP) ist ein natürliches Gestagen (C21-Steroid). Es ist sowohl die Vorstufe von 11-Desoxycortisol (Glucocorticoide) als auch für Androstendion (Androgene und Estrogene).

## Biosynthese
Die Biosynthese von 17α-Hydroxyprogesteron erfolgt primär in den Nebennieren über die Hydroxylierung von Progesteron, mittels des Enzyms 17α-Hydroxylase. Im Harn findet sich als Stoffwechselzwischenprodukt des 17α-OHP Pregnantriol. Bis zu einem gewissen Grad wird es auch in der Gonade, vor allem im Gelbkörper im Eierstock, produziert.

## Serumkonzentration
Die 17-OHP-Serumkonzentration steigt innerhalb des Menstruationszyklus zusammen mit der des luteinisierenden Hormones an und erreicht zusammen mit dieser beim Eisprung ihren Höhepunkt. Der normale 17-OHP-Spiegel liegt für Kinder bei 3–90 ng/dl, bei Frauen vor dem Eisprung bei 15–70 ng/dl und während der Lutealphase bei 35–290 ng/dl. Eine erhöhte Konzentration von 17-OHP ist ein Zeichen für ein adrenogenitales Syndrom vom Typ 5, eine gestörte Hormonbildung in der Nebenniere.

## Anwendung
Hydroxyprogesteron wird als Capronsäureester (Depotwirkstoff zur intramuskulären Applikation) verwendet, um Frühgeburten hinauszuzögern. Der Arzneistoff ist in Deutschland außer Vertrieb, in Österreich, Frankreich und Italien noch erhältlich. Der Sicherheitsausschuss (PRAC) der Europäischen Arzneimittelagentur (EMA) hat aber auf seiner Sitzung im Mai 2024 empfohlen, Zulassungen für Arzneimittel, die 17-Hydroxyprogesteroncaproat (17-OHPC) enthalten, EU-weit auszusetzen.